# Norman Powell
Norman W. C. Powell (* 25. Mai 1993 in San Diego, Kalifornien) ist ein US-amerikanisch-jamaikanischer Basketballspieler. Er steht bei den Los Angeles Clippers in der National Basketball Association (NBA) unter Vertrag.

## College
Der in San Diego, Kalifornien geborene Norman Powell wurde von seinem Onkel zum Basketballsport gebracht und spielte an der Lincoln High School, wo er mit seinem Abschluss landesweit als einer der talentiertesten Shooting Guards seines Jahrgangs galt. Im Jahr 2011 schrieb er sich bei der UCLA ein, wo er bei den Bruins in seiner Freshman-Saison bereits regelmäßig zum Einsatz kam.

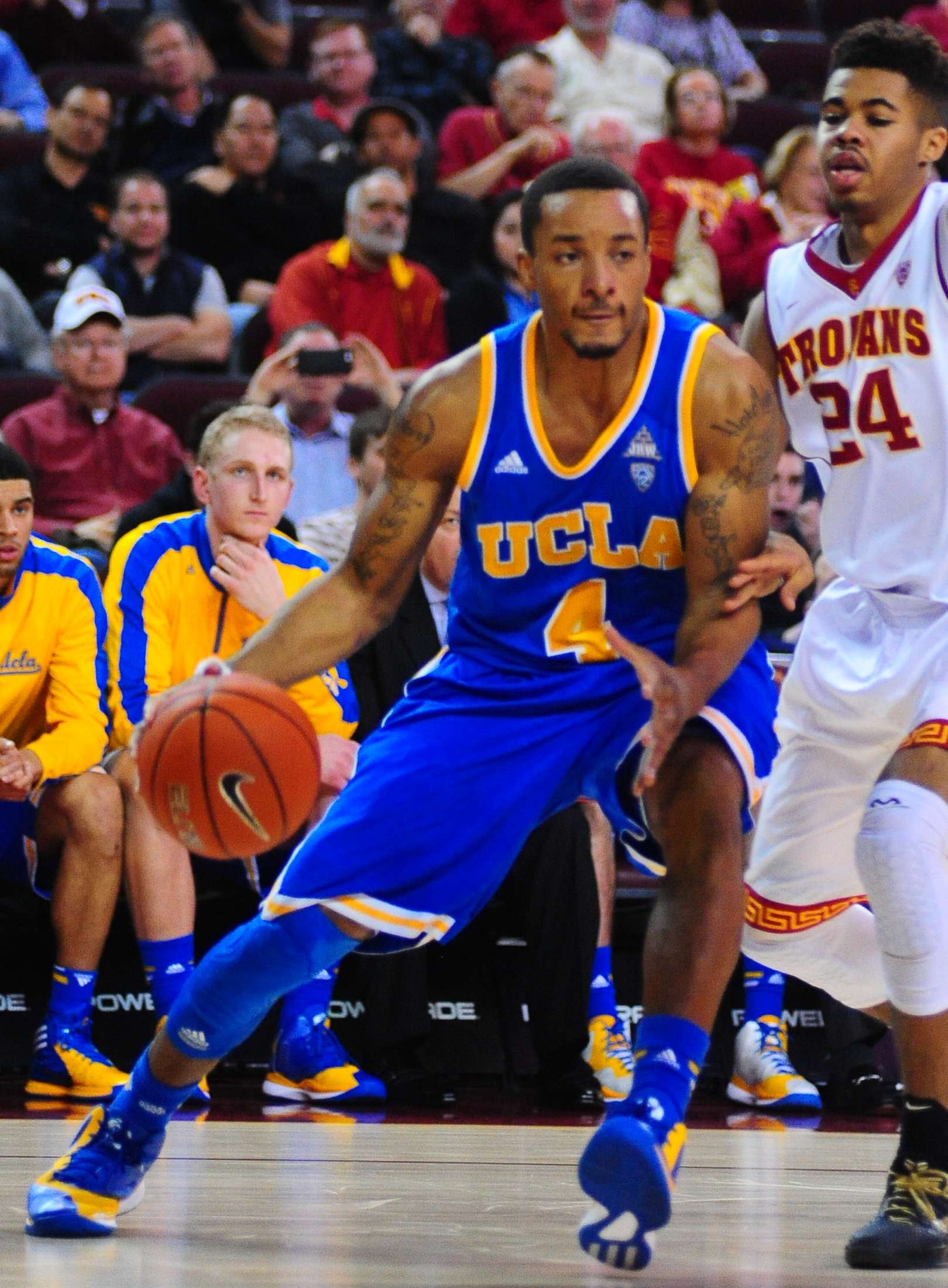
Powell in seiner College-Zeit

In der folgenden Spielzeit wurde er erstmals in der Starting-Five berücksichtigt und erzielte im Schnitt 6,1 Punkte pro Spiel in durchschnittlich 22,1 Minuten auf dem Feld. Während der Saison erwog er einen Wechsel an die San Diego State, da es zu Differenzen mit Cheftrainer Ben Howland kam. Die Transferpläne Powells verflogen jedoch mit der Entlassung Howards und unter dem neuen Trainer Steve Alford verbesserte er sein offensives Spiel in seinem Junior-Jahr deutlich. Mit 11,4 Punkten pro Spiel war er der drittbeste Punktschütze im Team der UCLA.
Im Anschluss an sein drittes Jahr erwog er bereits den Wechsel in die National Basketball Association, hielt seine Chancen gedraftet zu werden jedoch für zu gering und verblieb auch das letzte, vierte Jahr am College.
Nachdem seine Teamkollegen Jordan Adams, Kyle Anderson und Zach LaVine sich allesamt zum Draft angemeldet hatten und die Zwillinge David Travis Wear die Universität abgeschlossen hatten, stieg Powell als Senior zum Leader der Mannschaft auf. Er wurde in dieser Saison mit 16,4 Punkten pro Spiel zum Top-Scorer der Bruins und zum sechstbesten in der gesamten Conference und erhielt zahlreiche Nominierungen in Mannschaften des Jahres. Er verließ die Universität am Ende der Saison mit einem Abschluss in Geschichte.

## NBA

### Toronto Raptors
Am 25. Juni 2015 wurde Powell im NBA-Draft 2015 an 46. Stelle von den Milwaukee Bucks ausgewählt, die seine Draft-Rechte zusammen mit einem zukünftigen Pick im Austausch mit Greivis Vásquez zu den Toronto Raptors verschifften. Einen Monat später unterzeichnete er einen Vertrag bei den Raptors und nahm mit der Mannschaft an der NBA Summer League in Las Vegas teil, wo er als einziger Rookie in das All-NBA Summer League First Team einberufen wurde.
Aufgrund von verletzungsbedingten Ausfällen der Kaderspieler Terrence Ross und DeMarre Carroll erhielt Powell in der Saison 2015/16 früh Einsatzzeiten in der NBA, wurde aber auch mehrfach an das „Farmteam“ Raptors 905 in die G-League geschickt. Zum ersten Mal in der NBA starten durfte Powell am 2. Februar 2016 beim 104:97-Sieg gegen die Phoenix Suns, wobei er wieder von Verletzungen seiner Teamkollegen Carroll und James Johnson profitierte, im Spiel jedoch zu keinem einzigen Punkterfolg kam.
Er kam in der nächsten Zeit regelmäßig als Starter zum Einsatz und markierte im letzten Spiel der regulären Saison beim 103:96-Sieg gegen die Brooklyn Nets mit 30 Punkten seinen Saison-Bestwert. Nach herausragenden Leistungen im Monat April 2016 und 15,3 Punkten pro Spiel wurde er zum Rookie of the Month in der Eastern Conference ausgezeichnet. In den Playoffs war seine Einsatzzeit deutlich geringer als in den letzten Spielen der regulären Saison und er erreichte mit Toronto die Conference-Finals, wo man gegen die späteren Champions der Cleveland Cavaliers ausschied.
Zu Beginn der nächsten Saison 2016/17 startete er häufiger, beeindruckte aber meist durch sein Scoring von der Bank kommend. Er bestritt in der regulären Saison 76 Spiele, in denen er auf 8,4 Punkte pro Spiel bei durchschnittlich 18 Minuten Einsatzzeit kam. Im fünften Spiel der ersten Playoffrunde gegen die Milwaukee Bucks erzielte er einen persönlichen Playoff-Bestwert von 25 Punkten und trug wesentlich zum deutlichen 118:93-Sieg der Raptors bei. Endstation war für Toronto in der zweiten Runde gegen die Cavaliers.
Am 8. Oktober 2017 unterzeichnete Powell vorzeitig einen neuen Vierjahresvertrag bei den Raptors, welcher ihm ab der Saison 2018/19 insgesamt 42 Millionen US-Dollar einbringen wird. In der Spielzeit 2017/18 konnte er sich nicht verbessern und beendete die reguläre Saison mit nur 5,5 Punkten pro Spiel, welche er in durchschnittlich 15,2 Minuten erzielen konnte. In den Playoffs sah er kaum relevante Einsatzzeit und scheiterte mit der Mannschaft zum dritten Mal in Folge an den Cleveland Cavaliers.

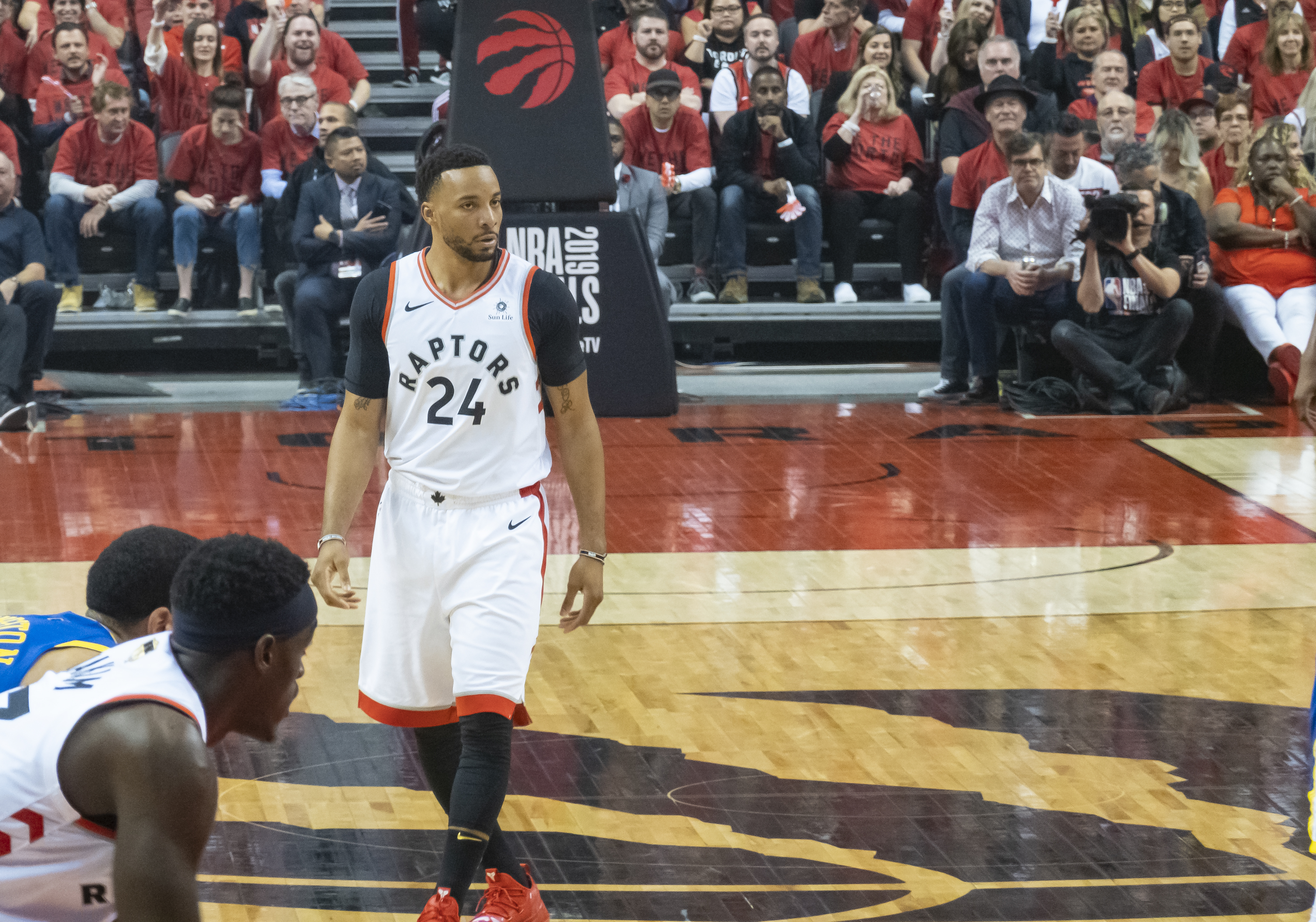
Powell im zweiten Spiel der NBA Finals 2019

Als Reaktion auf diese Niederlage trennte sich Toronto sowohl von Cheftrainer Dwane Casey als auch vom Franchise-Player DeMar DeRozan, den man in einem Trade für Superstar Kawhi Leonard zu den San Antonio Spurs schickte. Als neuer Cheftrainer übernahm der bisherige Assistant-Coach Nick Nurse, unter dem Powell zu Beginn der Saison 2018/19 nicht über eine Rolle als Bankspieler hinauskam. Zwischen November und Dezember 2019 verpasste er obendrein 21 Spiele aufgrund einer Schulterverletzung. Am 6. Januar 2019 erzielte er beim 121:105-Sieg gegen die Indiana Pacers einen Saisonbestwert von 23 Punkten. Die reguläre Saison beendete er mit Bestwerten in diversen Statistiken, darunter einem Karrierebestwert von 8,6 Punkten pro Spiel, die er in durchschnittlich 18,8 Minuten erzielen konnte. In den Playoffs war er ebenfalls Teil der Rotation und drang mit der Mannschaft ins Finale gegen die Golden State Warriors vor. Diese besiegte man in sechs Spielen und gewann somit die erste Meisterschaft der Franchise-Historie.
In der darauffolgenden Saison 2019/20 verbesserte Powell seine Punkteausbeute wesentlich und wechselte sich mit Fred VanVleet in der Starting-Five ab. Am 5. März 2020 erzielte er beim 121:113-Sieg gegen die Golden State Warriors mit 37 Punkten einen Karrierebestwert in dieser Kategorie.

### Portland Trail Blazers
Am 25. März 2021 wurde Powell nach knapp 6 Jahren mit den Raptors, zu den Portland Trail Blazers getauscht. Einen Tag später, am 26. März, gab Powell sein Debüt für die Trail Blazers. Er erzielte 22 Punkte, zwei Rebounds und zwei Steals und verhalf den Blazers damit zu einem 112:105-Sieg gegen die Orlando Magic.

### Los Angeles Clippers
Am 4. Februar 2022 wurde Powell zusammen mit Robert Covington in Austausch für Eric Bledsoe, Keon Johnson, Justise Winslow und eine Zweitrundenauswahl im NBA-Draft 2025 zu den Los Angeles Clippers transferiert.

## Nationalteam
Anfang April 2025 gab Powell bekannt, für die Jamaikanische Basketballnationalmannschaft im August 2025 beim Vorqualifikationsturnier für die FIBA Weltmeisterschaft 2027 anzutreten. Neben ihm streben Spieler wie Nick Richards (Phoenix Suns), Justin Champagnie (Washington Wizards), Julian Champagnie (San Antonio Spurs), Josh Minott (Minnesota Timberwolves) und die Thompson-Brüder Amen (Houston Rockets) und Ausar (Detroit Pistons) eine Teilnahme an.

## NBA-Statistiken

### Regular Season
| Saison  | Team                 | GP  | GS  | MPG  | FG % | 3P % | FT % | RPG | APG | SPG | BPG | PPG  |
| ------- | -------------------- | --- | --- | ---- | ---- | ---- | ---- | --- | --- | --- | --- | ---- |
| 2015–16 | Toronto              | 49  | 24  | 14.8 | .424 | .404 | .811 | 2.3 | 1.0 | 0.6 | 0.2 | 5.6  |
| 2016–17 | Toronto              | 76  | 18  | 18.0 | .449 | .324 | .792 | 2.2 | 1.1 | 0.7 | 0.2 | 8.4  |
| 2017–18 | Toronto              | 70  | 18  | 15.2 | .401 | .285 | .821 | 1.7 | 1.3 | 0.5 | 0.2 | 5.5  |
| 2018–19 | Toronto              | 60  | 3   | 18.8 | .483 | .400 | .827 | 2.3 | 1.5 | 0.7 | 0.2 | 8.6  |
| 2019–20 | Toronto              | 52  | 26  | 28.4 | .495 | .399 | .843 | 3.7 | 1.8 | 1.2 | 0.4 | 16.0 |
| 2020–21 | Toronto/Portland     | 69  | 58  | 32.0 | .477 | .411 | .871 | 3.1 | 1.9 | 1.2 | 0.3 | 18.6 |
| 2021–22 | Portland/LA Clippers | 45  | 41  | 32.4 | .461 | .419 | .811 | 3.2 | 2.1 | 0.9 | 0.5 | 19.0 |
| 2022–23 | LA Clippers          | 60  | 8   | 26.1 | .479 | .397 | .812 | 2.9 | 1.8 | 0.8 | 0.3 | 17.0 |
| 2023–24 | LA Clippers          | 76  | 3   | 26.2 | .486 | .435 | .831 | 2.6 | 1.1 | 0.6 | 0.3 | 13.9 |
| Gesamt  | Gesamt               | 557 | 199 | 23.3 | .468 | .394 | .828 | 2.6 | 1.5 | 0.8 | 0.3 | 12.3 |

### Play-offs
| Saison  | Team        | GP | GS | MPG  | FG % | 3P % | FT % | RPG | APG | SPG | BPG | PPG  |
| ------- | ----------- | -- | -- | ---- | ---- | ---- | ---- | --- | --- | --- | --- | ---- |
| 2015–16 | Toronto     | 18 | 3  | 11.4 | .386 | .269 | .875 | 1.5 | 0.3 | 0.7 | 0.1 | 3.8  |
| 2016–17 | Toronto     | 9  | 5  | 25.2 | .427 | .441 | .833 | 3.1 | 1.6 | 1.1 | 0.3 | 11.7 |
| 2017–18 | Toronto     | 6  | 0  | 6.7  | .286 | .143 | .750 | 0.3 | 0.3 | 0.0 | 0.0 | 2.0  |
| 2018–19 | Toronto     | 23 | 0  | 15.9 | .444 | .387 | .737 | 2.2 | 1.1 | 0.4 | 0.0 | 6.5  |
| 2019–20 | Toronto     | 11 | 0  | 24.8 | .490 | .423 | .793 | 2.4 | 1.0 | 0.5 | 0.3 | 13.4 |
| 2020–21 | Portland    | 6  | 6  | 36.0 | .500 | .385 | .889 | 2.2 | 2.0 | 0.8 | 1.0 | 17.0 |
| 2022–23 | LA Clippers | 5  | 3  | 33.5 | .474 | .406 | .774 | 3.0 | 2.2 | 0.8 | 0.4 | 21.8 |
| 2023–24 | LA Clippers | 6  | 0  | 29.8 | .426 | .448 | .800 | 2.8 | 0.3 | 0.5 | 0.0 | 12.8 |
| Gesamt  | Gesamt      | 84 | 17 | 19.9 | .448 | .392 | .804 | 2.1 | 1.0 | 0.6 | 0.2 | 9.2  |